# مايك جودج
مايك جودج (بالإنجليزية: Mike Judge)‏ هو صحفي ومهندس إلكترونيات ‏ ورسام رسوم متحركة وملحن وكاتب سيناريو ومخرج وممثل الإكوادور وأمريكي، ولد في 17 أكتوبر 1962 في الإكوادور. من الجوائز التي نالها جائزة آني وجائزة الإيمي برايم تايم.

## أعمال

### أفلام
- (1997) رجل الغموض الدولي[9][10]
- (1999) ساوث بارك-الفيلم[11][12][13]
- (2001) أطفال جواسيس[14]
- (2002) جزيرة الأحلام المفقودة[15]
- (2010) جاك آس ثلاثي الأبعاد[16][17][18]

### مسلسلات
- بيفيز وبوت-هيد
- ذا كليفلاند شو
- كينغ أوف ذا هيل
- وادي السيليكون

## جوائز
- جائزة آني
- جائزة الإيمي برايم تايم

## وصلات خارجية
- مايك جودج على موقع IMDb (الإنجليزية)
- مايك جودج على موقع ميتاكريتيك (الإنجليزية)
- مايك جودج على موقع الموسوعة البريطانية (الإنجليزية)
- مايك جودج على موقع روتن توميتوز (الإنجليزية)
- مايك جودج على موقع قاعدة بيانات الأفلام العربية
- مايك جودج على موقع ألو سيني (الفرنسية)
- مايك جودج على موقع ميوزك برينز (الإنجليزية)
- مايك جودج على موقع أول موفي (الإنجليزية)
- مايك جودج على موقع بوكس أوفيس موجو (الإنجليزية)
- مايك جودج على موقع قاعدة بيانات الأفلام السويدية (السويدية)